# شاگان (اورال)
شاگان (به قزاقی: Shagan) یک رود و رود مرزی در روسیه و قزاقستان است که در استان اورنبورگ واقع شده‌است.